# Macks Island
Macks Island is een eiland van 0,19 km² dat deel uitmaakt van de Canadese provincie Newfoundland en Labrador. Het eiland ligt in het westen van Notre Dame Bay en wordt door slechts enkele tientallen meters aan water gescheiden van het veel grotere Little Bay Island.
Macks Island maakte deel uit van de gemeente Little Bay Islands, die in 2019 hervestigd werd. Het is met een brugje verbonden met Little Bay Island.